# Centro Amazônico de Formação Indígena
O Centro Amazônico de Formação Indígena (CAFI) é uma instituição localizada na cidade de Manaus. Foi criado em 21 de agosto de 2006, com vinculação e regimento pela Coordenação das Organizações Indígenas da Amazônia Brasileira (COIAB). A sua formação busca fortalecer organizações indígenas locais e regionais na promoção da autonomia dos povos indígenas e no fomento da sustentabilidade de seus territórios, através da formação de técnicos próprios em gestão territorial, tudo isso contemplando a grande diversidade de povos indígenas que rodeiam a região amazônica e levando em consideração suas realidades e especificidades.
Com o objetivo de colher subsídios, o órgão contou com o apoio do The Nature Conservancy (TNC) e da Amigos da terra - Suécia (ambas organizações não-governamentais) para que o Centro Amazônico de Formação Indígena (CAFI) pudesse se preparar para retornar suas atividades depois de um período parado, entre 2007 e 2021.

## Criação e objetivos
O CAFI tem como objetivo a formação de novos líderes indígenas. Essa formação é feita através de workshops ao redor do Brasil e é voltada para o aprendizado de Gestão Territorial. Esses workshops são lecionados por consultores indígenas e não-indígenas especialistas em diferentes áreas de interesse do centro, algumas das matérias estudadas são fiscalização e proteção em Terras Indígenas, técnicas de Sistemas de Informação Geográfica (Sig), sensoriamento remoto, legislação ambiental e indígena, e técnicas de manejo de recursos naturais. Ele tem sua criação voltada para a formação de indígenas para ocupar grandes cargos em lugares de seus interesses para que possam advogar pelos seus direitos.

## Retorno das atividades do CAFI
O período de paralisação do CAFI durou de 2007 a 2021, mas somente em 11 de Julho de 2022 que se teve o encontro de representantes do COIAB e TCN Brasil para retomar as atividades da instituição. O período de não funcionamento  foi agravado devido a burocracia do cotidiano, a falta de verbas e a falta de gestão política Federal. Em 2022, as lideranças indígenas começaram a debater a necessidade de retornar as atividades do CAFI, o encontro foi planejado pela Coordenação das Organizações Indígenas da Amazônia Brasileira (COIAB) e também com a colaboração da The Nature Conservancy (TCN). Esse debate tinha como objetivo definir temas, grades curriculares, planos de aula e sistema de avaliações que estivessem de acordo com o interesse dos povos indígenas. E como resultado, vários estudantes que fizeram parte de turmas anteriores do CAFI se tornaram partes importantes da liderança de seu povo, como por exemplo, a indígena Macksoara Nunes Narciso, ex- aluna do CAFI e líder de Galibi-Marworno do Amapá.